# Horní náměstí (Brno)
Horní náměstí je náměstí v městské části Brno-Bystrc, v centru oválného sídliště vymezeného zejména ulicemi Kuršova a Foltýnova. Do prosince 2015 šlo jen o neoficiální místní název pro tento trojúhelník tvořený ulicemi Kamechy, Lýskova a Kuršova.
Na náměstí se nachází budova polikliniky, pizzerie, dětské hřiště, několik menších obchodů a ekumenické centrum Archa, zaměřující se svou činností především na obyvatele bystrckého sídliště.
V prosinci 2012 odmítli radní brněnského magistrátu schválit Horní náměstí jako oficiální název lokality. Městská část Bystrc však pojmenování Horní náměstí dále prosazovala. Spor byl ukončen 8. prosince 2015, kdy zastupitelstvo města Brna schválilo návrh městské části a název Horní náměstí učinilo oficiálním.